# Vägverket

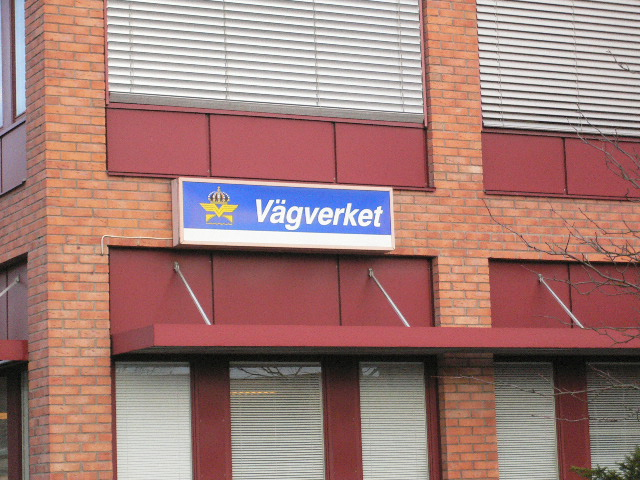
Vägverket-Büro in Västerås

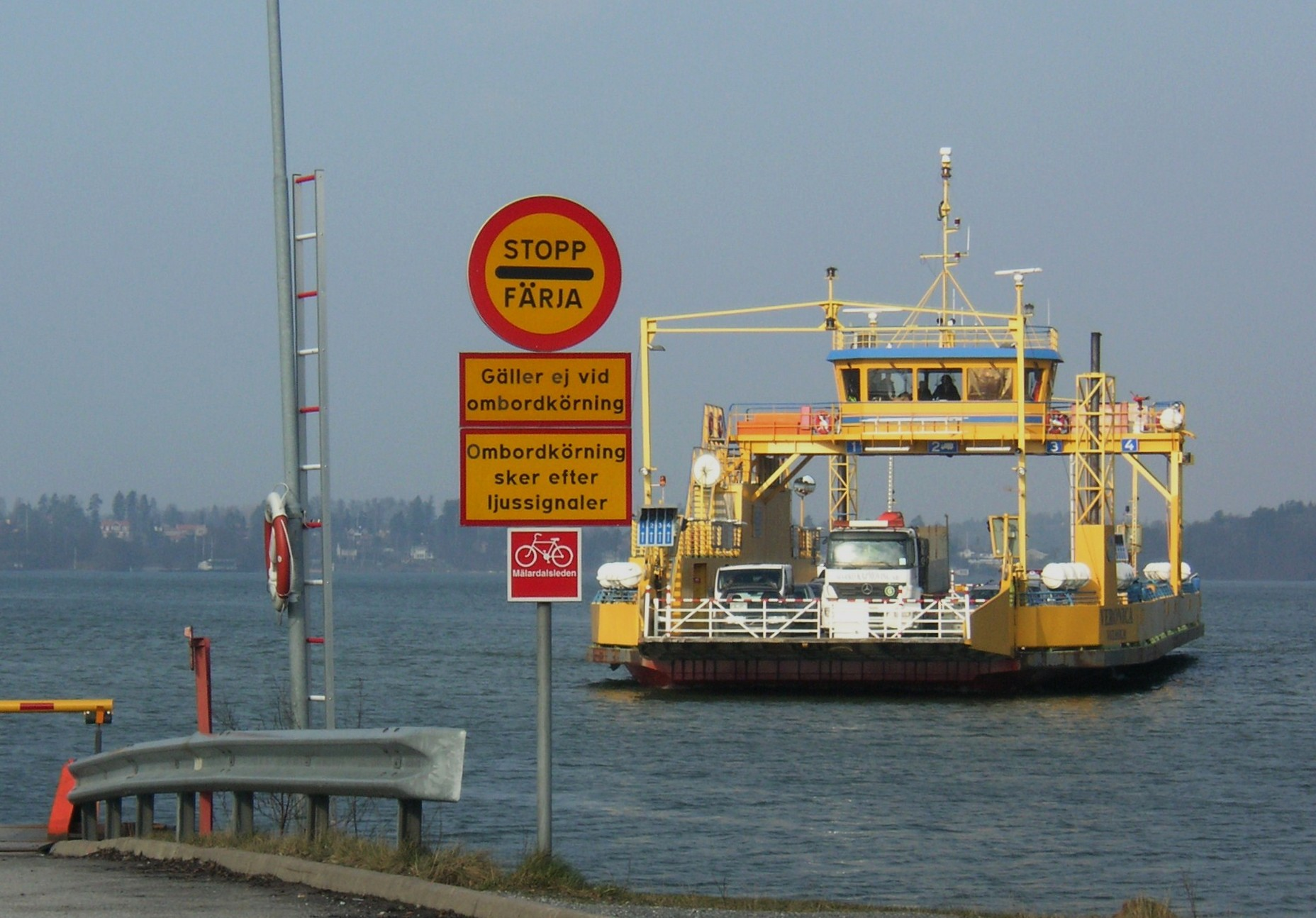
Vägverket-Fähre nach Ekerö

Vägverket war eine schwedische Behörde, die ihren Ursprung in der 1843 gebildeten Kongliga styrelsen för allmänna wäg- och wattenbyggnader (Königliche Verwaltung für allgemeine Weg- und Wasserbauwerke) hatte. Der Hauptsitz befand sich in Borlänge, Schweden. Am 1. April 2010 ging das Vägverket gemeinsam mit dem Banverket im Trafikverket auf.
Das Hauptaufgabenfeld der Behörde war der Unterhalt und Ausbau des schwedischen Straßennetzes. Daneben war sie auch für die Führung des Fahrzeugregisters und für die Ausstellung von Fahrerlaubnissen verantwortlich. Die Behörde war dem schwedischen Reichstag und der Regierung Schwedens unterstellt.
Vägverket betrieb auch eine bedeutende Reederei (Vägverket färjerederiet) mit 38 Fährlinien, die über das ganze Land verstreut waren. Sie war die größte Fährreederei Schwedens und nach eigenen Angaben die sechstgrößte der Welt. Die Fährlinien, die vor allem innerschwedische Straßenverbindungen über Seen und zwischen Inseln bedienen, werden von Trafikverket Färjerederiet weiter betrieben.